# シャスール級駆逐艦
| シャスール級駆逐艦     | シャスール級駆逐艦                                                                                  |
| ---------------------- | --------------------------------------------------------------------------------------------------- |
| 竣工時の「シャスール」 | |
| 艦級概観               | |
| 艦種                   | 駆逐艦                                                                                              |
| 艦名                   | |
| 前級                   | スパッヒ級                                                                                          |
| 次級                   | ブークリエ級                                                                                        |
| 性能諸元               | |
| 排水量                 | 常備：520トン 満載：-トン                                                                           |
| 全長                   | 64.2m                                                                                               |
| 全幅                   | 6.54m                                                                                               |
| 吃水                   | 3.1m                                                                                                |
| 機関                   | ノルマン式重油専焼水管缶4基（「Janissair」のみフォスター式3基） +パーソンズ式直結タービン3基3軸推進 |
| 最大出力               | 7,200shp                                                                                            |
| 速力                   | 28.0ノット                                                                                          |
| 航続距離               | 10ノット/1,400海里                                                                                  |
| 燃料                   | 重油：135トン                                                                                       |
| 乗員                   | 77名                                                                                                |
| 兵装                   | 6.5cm（50口径）単装速射砲6基 45cm連装魚雷発射管1基&同単装魚雷発射管1基                              |

シャスール級駆逐艦（しゃすーるきゆうくちくかんClasse Chasseur）はフランス海軍が第一次世界大戦前に就役させた駆逐艦の艦級である。

## 概要
本級はフランス海軍が自国の通商保護のために建造したクラスで1906年度計画で4隻が建造された。

## 艦形
本級は艦首の乾舷のみ高い短船首楼型船体であった。切り立った艦首から艦首甲板上に1番6.5cm速射砲を単装砲架で1基を配置、その背後に測距儀を載せた露天の艦橋を基部として簡素な単脚式の前部マストが立つ。船体中央部に4本煙突が立ち、その周囲は艦載艇置き場となっており、2本1組のボート・ダビッドが片舷1基ずつ計2基で運用された。甲板一段分下がった舷側に2～5番6.5cm速射砲を片舷2基ずつ配置した。中央部甲板上に45cm連装魚雷発射管が1基と単装魚雷発射管が1基が中心線上に配置した。後部甲板上に上部構造物が設けられ、そこに6番10cm主砲が後ろ向きに1基配置された。

## 同型艦
- シャスール（Chasseur）

ノルマン社ル・アーブル造船所にて1907年起工、1909年2月20日進水、同年11月就役。1919年10月に除籍後、解体処分。
- ジャニシエール（Janissaire）

ペノエ社サン・ナゼール造船所にて1908年起工、1910年4月12日進水、1911年11月就役。1920年10月に除籍後、解体処分。
- ファンタシン（Fantassin）

F C de la Méditerranée社ラ・セーヌ造船所にて1908年起工、1909年6月17日進水、1911年6月就役。1916年6月に衝突事故で処分。
- キャバリエ（Cavalier）

ノルマン社ル・アーブル造船所にて1908年起工、1910年5月9日進水、1911年1月就役。1914年8月17日に練習艦類別変更、1927年12月に除籍後、解体処分。

## 参考書籍
- 「Conway All The World's Fightingships 1906–1921」（Conway）

## 参考リンク
- FANTASSIN Contre-torpilleur de 450 t  type Chasseur (1911 – 1916)「シャスール」の戦歴とスペックがあるページ。
- Chasseur Class本級の写真のあるページ。